# Abdul Salam Arif

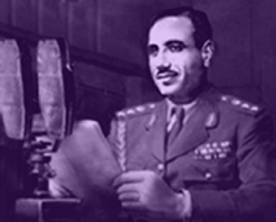
Abdul Salam Arif

Abdul Salam Arif (Bagdá, 21 de março de 1921 - 13 de abril de 1966) (em árabe: عبد السلام عارف  `Abd as-Salām `Ārif) foi o segundo presidente do Iraque entre 1963 e 1966.
Abdul Salam Arif entra no meio político em 14 de julho de 1958 na revolução contra o Reino do Iraque em que a monarquia Hachemita foi derrubada. Com o general Abdul Karim Qassim, entra em Bagdá, e uma república militar é estabelecida. No entanto, Qassim é nacionalista, e, portanto, contra a entrada do país na República Árabe Unida, enquanto Arif, é membro do Partido Baath e favorável a entrada.
Ele foi preso e condenado à morte, mas sua pena foi comutada para prisão perpétua (coisa pouco frequente nestes casos de golpes e expurgos).
Abdul Salam Arif desempenha um papel determinante com os baathistas, na revolução pan-árabe contra o general Qassim realizada em 8 de fevereiro de 1963. É o primeiro presidente do Conselho Nacional de Comando Revolucionário antes de ser confirmado como chefe de Estado em 20 de novembro de 1963 por causa de sua enorme popularidade. Inicialmente apoiou o Partido Árabe Socialista Baath, mas retirou-se deste na sequência, seguindo um movimento antiBaath mais tarde, em 1963; Arif era Nasserista, e por isso, rapidamente entra em conflito com membros do Partido Baath.
O Presidente Arif desempenhou um papel preponderante na construção e desenvolvimento da infra-estrutura do Iraque. Um arabista bem sucedido, ele acreditava na fundação de um Estado árabe unido.
Ele foi morto em um acidente de helicóptero no sul do Iraque, em que alguns acreditam que foi um ato de sabotagem, e, logo após seu irmão Abdul Rahman Arif, substitui-o como chefe de Estado.